# Civry
Civry település Franciaországban, Eure-et-Loir megyében. Lakosainak száma 341 fő (2018. január 1.). Civry Nottonville, Varize, Villampuy, Lutz-en-Dunois és Villemaury községekkel határos.

## Népesség
A település népességének változása:
| Lakosok száma | 406  | 346  | 291  | 245  | 282  | 363  | 361  | 346  | 343  | 341  |
|               | 1968 | 1975 | 1982 | 1990 | 1999 | 2011 | 2013 | 2015 | 2017 | 2018 |